# Андрю Ланг
Андрю Ланг (на английски: Andrew Lang, 31 март 1844 – 20 юли 1912) е шотландски поет, романист и литературен критик, който допринася и в областите на антропологията. Най-известен е със своите сборници от народни вълшебни приказки. Лекциите Андрю Ланг в университета „Сейнт Андрюс“ са кръстени на него.

## Биография
Ланг е роден в Селкирк. Той е най-възрастното от осемте деца на Джон Ланг, градски чиновник в Селкирк, и жена му Джейн Плендърлет Селър, дъщеря на Патрик Селър, представител на първия дук на Съдърланд. На 17 април 1875 г. Андрю се жени а Лиънора Бланч Алейн – най-младата дъщеря на К. Т. Алейн от Клифтън и Барбадос.
Образова се в Селкиркското граматическо училище Лорето и впоследствие в Единбургската академия, университета „Сейнт Андрюс“ и Балъол Колидж, Оксфорд. Като журналист, поет, критик и историк Андрю скоро получава репутацията на един от най-способните и красноречиви писатели по това време.
Умира от ангина в хотел Тор-на-Койл в Банкъри, Шотландия. Погребан е в катедралата Сейнт Андрю.

## Кариера

### Фолклор и антропология
Днес Ланг е известен основно със своите публикации върху фолклора, митологията и религията. Най-ранната му подобна публикация е „Обичаи и мит“ (1884). В „Мит, ритуал и религия“ (1887) той обяснява ирационалния елемент, присъстващ в митологията като остатък от по-примитивни форми. Статията на Ланг „Създаването на религия“ е силно повлияна от теорията за благородния дивак. В тази статия Ланг поддържа мнението, че съществуват високо духовни идеи сред така наречените дивашки народи, като прави паралел с тогавашния засилващ се интерес към окултизма в Англия. Неговата „Синя вълшебна книга“ (1889) представлява прекрасно илюстрирано издание на вълшебни приказки, което впоследствие се превръща в класика. Книгата е последвана от още множество подбрани колекции вълшебни приказки в известните под общото име „Вълшебни книги на Андрю Ланг“.
По-късно Ланг се занимава и с корените на тотемизма в „Социални корени“ (1903).

### Класически преводи
Ланг работи съвместно със С. Х. Бътчър по прозаичния превод (1879) на Омировата Одисея и заедно с Ъ. Майерс и Уолтър Лийф по прозаичната версия (1883) на Илиада, като двете издания и до днес се харесват поради своя архаичен, но привлекателен стил. Ланг изучава подробно Омировата епика. Негови произведения по въпроса са „Омир и изучаването на гръцкото“, поместено в „Есета на дребно“ (1891), „Омир и епосът“ (1893), прозаичен превод на „Омировите химни“ (1899) заедно с литературни и митологични есета, в които се сравняват гръцката с други митологии, и „Омир и неговата епоха“ (1906).

### Историк
Творбите на Ланг върху шотландската история се характеризират с научно внимание към детайла, литературен стил и дарба за разплитане на сложни въпроси. „Мистерията около Мери Стюарт“ (1901) е книга за по-благородната светлина, която ръкописите Ленокс (в университетската библиотека на Кеймбридж) хвърлят върху Мери, кралица на шотландците. В своята творба Ланг подкрепя кралицата и осъжда нейните противници и обвинители.
Ланг пише и монографии към „Портрети и бижута на Мери Стюарт“ (1906) и „Джеймс VI и мистерията Гоури“ (1902). Сравнително отрицателната гледна точка, представена за Джон Кокс в „Джон Кокс и Реформацията“ (1905), повдига значителна полемика. Ланг представя нова информация за континенталната кариера на Младия претендент в „Пикъл шпионинът“ (1897) – разказан по спомените на Алестейър Руад МакДонълд, когото Ланг идентифицира с Пикъл – всеизвестен хановерски шпионин. Следва книгата „Другарите на Пикъл“ (1898) и монография към „Принц Чарлз Едуард“ (1900). През 1900 г. Ланг започва да работи по „Шотландска история от римската окупация“ (1900). „Трагедията на Валет“ (1903), която получава името си от есе върху романа на Дюма „Виконт дьо Бражелон“, събира дванадесет разработки върху исторически мистерии.

## Творби

### До 1884
- St Leonards Magazine. 1863 – публикации и др. от Ланг в едноименното списание
- The Ballads and Lyrics of Old France (1872)
- The Odyssey Of Homer Rendered Into English Prose (1879) преводач със Самюъл Хенри Бътчър
- Aristotle's Politics Books I. III. IV. (VII.).
- The Folklore of France (1878)
- Specimens of a Translation of Theocritus. 1879
- XXII Ballades in Blue China (1880)
- Oxford. Brief historical & descriptive notes (1880)
- Theocritus Bion and Moschus. Rendered into English Prose with an Introductory Essay. 1880.
- Notes by Mr A. Lang on a collection of pictures by Mr J. E.Millais R.A. exhibited at the Fine Arts Society Rooms. 148 New Bond Street. 1881.
- The Library: with a chapter on modern illustrated books. 1881.
- The Black Thief. A new and original drama (Adapted from the Irish) in four acts.(1882)
- Helen of Troy, her life and translation. Done into rhyme from the Greek books. 1882.
- The Most Pleasant and Delectable Tale of the Marriage of Cupid and Psyche (1882) заедно с Уилям Олдингтън
- The Iliad of Homer, a prose translation (1883) заедно с Уолтър Лийф и Ърнест Майерс
- Custom and Myth (1884)
- The Princess Nobody: A Tale of Fairyland (1884)
- Ballads and Verses Vain (1884) избрани от Остин Добсън
- Rhymes à la Mode (1884)
- Much Darker Days. By A. Huge Longway. (1884)
- Household tales; their origin, diffusion, and relations to the higher myths. [1884].

### 1885 – 1889
- That Very Mab (1885) с Мей Кендъл
- Books and Bookmen (1886)
- Letters to Dead Authors (1886)
- In the Wrong Paradise (1886) разкази
- The Mark of Cain (1886) роман
- La Mythologie Traduit de L’Anglais par Léon Léon Parmentier. Avec une préface par Charles Michel et des Additions de l'auteur.  (1886) Никога не вижда бял свят като развършена книга на английски, макар че има полски превод. Първите 170 страници са превод на статията в енциклопедия Британика, а останалото е комбинация от статии и материал от „Обичай и мит“
- Almae matres (1887)
- He (1887 с Уолтър Херис Пълок) пародия
- Aucassin and Nicolette (1887)
- Myth, Ritual and Religion (2 тома, 1887)
- Johnny Nut and the Golden Goose. английски превод от Шарл Долин (1887)
- Grass of Parnassus. Rhymes old and new. (1888)
- Perrault's Popular Tales (1888)
- Gold of Fairnilee (1888)
- Pictures at Play or Dialogues of the Galleries (1888) with W. E. Henley
- Prince Prigio (1889)
- The Blue Fairy Book (1889) (илюстрирана от Хенри Джъстис Форд)
- Letters on Literature (1889)
- Lost Leaders (1889)
- The Dead Leman and other tales from the French (1889) превод заедно с Пол Силвестър

### 1890 – 1899
- The Red Fairy Book (1890)
- The World's Desire (1890) заедно с Хенри Райдър Хагърд
- Old Friends: Essays in Epistolary Parody (1890)
- The Strife of Love in a Dream, Being the Elizabethan Version of the First Book of the Hypnerotomachia of Francesco Colonna (1890)
- The Life, Letters and Diaries of Sir Stafford Northcote, 1st Earl of Iddesleigh (1890)
- Etudes traditionnistes (1890)
- How to Fail in Literature (1890)
- The Blue Poetry Book (1891)
- Essays in Little (1891)
- On Calais Sands (1891)
- The Green Fairy Book (1892)
- The Library with a Chapter on Modern English Illustrated Books (1892) заедно с Остин Добсън
- William Young Sellar (1892)
- The True Story Book (1893)
- Homer and the Epic (1893)
- Prince Ricardo of Pantouflia (1893)
- Waverley Novels (от Уолтър Скот), 48 тома (1893) редактор
- St. Andrews (1893)
- Montezuma's Daughter (1893) заедно с Хенри Райдър Хагърд
- Kirk's Secret Commonwealth (1893)
- The Tercentenary of Izaak Walton (1893)
- The Yellow Fairy Book (1894)
- Ban and Arrière Ban (1894)
- Cock Lane and Common-Sense (1894)
- Memoir of R. F. Murray (1894)
- The Red True Story Book (1895)
- My Own Fairy Book (1895)
- Angling Sketches (1895)
- A Monk of Fife (1895)
- The Voices of Jeanne D'Arc (1895)
- The Animal Story Book (1896)
- The Poems and Songs of Robert Burns (1896) редактор
- The Life and Letters of John Gibson Lockhart (1896) два тома
- The Nursery Rhyme Book (1897)
- The Miracles of Madame Saint Katherine of Fierbois (1897) преводач
- The Pink Fairy Book (1897)
- A Book of Dreams and Ghosts (1897)
- Pickle the Spy (1897)
- Modern Mythology (1897)
- The Companions of Pickle (1898)
- The Arabian Nights Entertainments (1898)
- The Making of Religion (1898)
- Selections from Coleridge (1898)
- Waiting on the Glesca Train (1898)
- The Red Book of Animal Stories (1899)
- Parson Kelly (1899) рабитол заедно с А. Е. У. Мейсън
- The Homeric Hymns (1899) преводач
- The Works of Charles Dickens in Thirty-four Volumes (1899) редактор

### 1900 – 1909
- The Grey Fairy Book (1900)
- Prince Charles Edward (1900)
- Parson Kelly (1900)
- The Poems and Ballads of Sir Walter Scott, Bart (1900) редактор
- A History of Scotland – From the Roman Occupation (1900 – 1907) четири тома
- Notes and Names in Books (1900)
- Alfred Tennyson (1901)
- Magic and Religion (1901)
- Adventures Among Books (1901)
- The Violet Fairy Book (1901)
- The Mystery of Mary Stuart (1901, редактирано издание 1904)
- The Book of Romance (1902)
- The Disentanglers (1902)
- James VI and the Gowrie Mystery (1902)
- Notre-Dame of Paris (1902) преводач
- The Young Ruthvens (1902)
- The Gowrie Conspiracy: the Confessions of Sprott (1902) редактор
- The Crimson Fairy Book (1903)
- Lyrics (1903)
- Social England Illustrated (1903) редактор
- The Story of the Golden Fleece (1903)
- The Valet's Tragedy (1903)
- Social Origins (1903) заедно с Джеймс Джаспър Аткинсън
- The Snowman and Other Fairy Stories (1903)
- Stella Fregelius: A Tale of Three Destinies (1903) with H. Rider Haggard
- The Brown Fairy Book (1904)
- Historical Mysteries (1904)
- The Secret of the Totem (1905)
- New Collected Rhymes (1905)
- John Knox and the Reformation (1905)
- The Puzzle of Dickens's Last Plot (1905)
- The Clyde Mystery. A Study in Forgeries and Folklore (1905)
- Adventures among Books (1905)
- Homer and His Age (1906)
- The Red Romance Book (1906)
- The Orange Fairy Book (1906)
- The Portraits and Jewels of Mary Stuart (1906)
- Life of Sir Walter Scott (1906)
- The Story of Joan of Arc (1906)
- New and Old Letters to Dead Authors (1906)
- Tales of a Fairy Court (1907)
- The Olive Fairy Book (1907)
- Poets' Country (1907) редактор заедно с Чъртън Колинс и др.
- The King over the Water (1907)
- Tales of Troy and Greece (1907)
- The Origins of Religion (1908) essays
- The Book of Princes and Princesses (1908)
- Origins of Terms of Human Relationships (1908)
- Select Poems of Jean Ingelow (1908) редактор
- Three Poets of French Bohemia (1908)
- The Red Book of Heroes (1909)
- The Marvellous Musician and Other Stories (1909)
- Sir George Mackenzie King's Advocate, of Rosehaugh, His Life and Times (1909)

### 1910 – 1912
- The Lilac Fairy Book (1910)
- Does Ridicule Kill? (1910)
- Sir Walter Scott and the Border Minstrelsy (1910)
- The World of Homer (1910)
- The All Sorts of Stories Book (1911)
- Ballades and Rhymes (1911)
- Method in the Study of Totemism (1911)
- The Book of Saints and Heroes (1912)
- Shakespeare, Bacon and the Great Unknown (1912)
- A History of English Literature (1912)
- In Praise of Frugality (1912)
- Ode on a Distant Memory of Jane Eyre (1912)
- Ode to the Opening Century (1912)

### Издадени посмъртно
- Highways and Byways in The Border (1913) заедно с Джон Ланг
- The Strange Story Book (1913) заедно със съпругата си
- The Poetical Works (1923) редактирано от съпругата му, четири тома
- Old Friends Among the Fairies: Puss in Boots and Other Stories. Chosen from the Fairy Books (1926)
- Tartan Tales From Andrew Lang (1928) редактирано от Берта Гънтерма
- From Omar Khayyam (1935)